# Alsleben
Alsleben là một thị trấn thuộc huyện Salzland, bang Saxony-Anhalt, Đức.